# Le Livre d'or de la science-fiction : Norman Spinrad
Le Livre d'or de la science-fiction : Norman Spinrad est une anthologie de douze nouvelles de science-fiction, toutes écrites par Norman Spinrad, rassemblées par Patrice Duvic. Chacune des nouvelles fait l'objet d'une courte présentation.
Cette anthologie, publiée en mai 1978, sera suivie par l'anthologie Au cœur de l'orage, publiée aux éditions Presses Pocket en 1979.
L'anthologie fait partie de la série Le Livre d'or de la science-fiction, consacrée à de nombreux écrivains célèbres ayant écrit des œuvres de science-fiction. Elle ne correspond pas à un recueil qui serait déjà paru aux États-Unis ; il s'agit d'un recueil inédit de nouvelles, édité pour le public francophone, et notamment les lecteurs français.
L'anthologie a été publiée en mai 1978 aux éditions Presses Pocket, collection Science-fiction, no 5030  (ISBN 2-266-00583-9).
L'image de couverture a été réalisée par Wojtek Siudmak ; elle montre une créature fantastique homme-oiseau volant dans l'espace, au-dessus de l'atmosphère d'une planète.

## Critiques littéraires concernant l'anthologie
L'anthologie a fait l'objet d'une critique littéraire par Michel Jeury dans la revue française Fiction, n°293, septembre 1978,.
Elle a aussi fait l'objet d'une chronique par Denis Guiot dans la revue française Futurs (1re série), #3, septembre 1978,.

## Préface et bibliographie
- Préface de Patrice Duvic : pages 7 à 21.
- Bibliographie de Norman Spinrad : pages 345 à 349.

## Liste et résumés des nouvelles

### Le Dernier des Romani
- Titre original : The Last of the Romany.
- Place dans le recueil : p. 23 à 39.
- Publication : Mai 1963 dans Analog Science Fiction and Fact
- Résumé : Dans une société mondialisée, policée, aseptisée, où les serveurs des bars sont juste là pour presser sur les boutons des distributeurs de boissons, un homme prénommé Miklos cherche les « Romanis », c'est-à-dire les Romanichels ou Gitans, en quelque sorte les derniers hommes libres, non asservis par la société. Recherche-t-il un mythe, ou un peuple réel ? Ces  « Romanis » existent-ils encore quelque part ? Et s'ils n'étaient plus sur Terre et avaient émigré ailleurs, par exemple sur une autre planète, bien loin de la Terre ?
- Liens externes : 
  - « Fiche » sur le site NooSFere
  - (en) Sur iSFdb : liste des publications
- Remarques :
  - Ce fut la première nouvelle écrite par Norman Spinrad, alors âgé de 22 ans.
  - La nouvelle évoque au détour d'une phrase la chanson traditionnelle anglaise Sam Hall, relative à un criminel pendu en 1707 à Londres, rebelle aux lois établies ; Sam Hall est aussi une nouvelle de Poul Anderson, publiée en 1953, concernant un rebelle en lutte contre une société totalitaire.

### Subjectivité
- Titre original : Subjectivity.
- Place dans le recueil : p. 41 à 59.
- Publication : Janvier 1964 dans Analog Science Fiction and Fact
- Résumé : Le gouvernement mondial terrien envoie successivement plusieurs vaisseaux dans l'espace, mais aucun des équipages ne parvient à supporter assez longtemps la solitude. Les envois des douze premiers vaisseaux spatiaux sont des échecs. Le treizième vaisseau est composé de cinq hommes et cinq femmes, qui vont être envoyés vers Alpha du Centaure dans le cadre d'un voyage qui doit durer huit années. Pour leur permettre de « tenir le coup », ils prennent régulièrement de la drogue de synthèse (« Omnidrène »). Très rapidement, et conformément à ce qui était prévu, ils ont des hallucinations. Or ces hallucinations finissent par devenir réalité au sein du vaisseau et deviennent de plus en plus monstrueuses… Apparaissent ainsi un dragon, un tyrannosaure, un ptérodactyle, etc. Les membres de l'équipage ne parviennent plus à maîtriser ces hallucinations qui pourtant proviennent de leurs esprits ; ils luttent en commun et s'unissent psychiquement pour repousser ces monstres, avec le désir insensé de revenir absolument sur Terre. Le miracle se produit alors : le vaisseau spatial, qui avait déjà parcouru des centaines de milliards de kilomètres, se matérialise soudainement sur l'astroport terrien, lieu initial de leur envol ! Le gouvernement et les médias sont abasourdis par ce retour inattendu. On voit alors émerger du vaisseau spatial les dix astronautes, complètement drogués, mais aussi à leur suite un dragon, un tyrannosaure, un ptérodactyle, etc.
- Liens externes :
  - « Fiche » sur le site NooSFere
  - (en) Sur iSFdb : liste des publications de la nouvelle

### Les Anges du cancer
- Titre original : Carcinoma Angels.
- Situation dans le recueil : p. 61 à 75.
- Publication : 1967 dans Dangerous Visions.
- Remarques : 
  - cette nouvelle évoque en langue anglaise le cancer (maladie) et les Hell's Angels
  - la nouvelle fut également publiée dans l'anthologie Dangereuses Visions sous le titre de Carcinoma Angels, traduit par France-Marie Watkins.
- Traduction : Michel Deutsch.
- Résumé : Harrison Wintergreen, issu d'une famille modeste, a le don des affaires. À 20 ans il est devenu millionnaire ; à 40 ans il est devenu milliardaire. Tout va bien pour lui : l'argent, les femmes, la renommée. C'est alors qu'on lui détecte un cancer. Plus grave : ce cancer est en phase terminale et est inopérable. Les médecins affirment qu'il ne lui reste qu'un an à vivre. Harrison s'achète un vaste domaine, y fait construire une bibliothèque et achète tous les ouvrages publiés concernant le cancer. Il fait bâtir un bâtiment médical et achète tous les médicaments possibles et toutes les molécules connues. Puis il se lance dans la lecture de ses ouvrages. Il essaie la rémission spontanée : cela ne marche pas. Alors que le cancer gagne du terrain, il essaie une opération de la dernière chance. Il prépare un mélange médicamenteux lui permettant de « plonger » dans son propre corps. Son esprit vagabonde dans son corps. Il finit par croiser des corpuscules noirs, méchants et agressifs : les corpuscules du cancer. Ils ressemblent aux fameux motards des Hells Angels. L'esprit de Harrison se met à les combattre. Partout la situation est tendue mais il triomphe de toutes les batailles. Finalement, il découvre là où le cancer se développe depuis le début. Il s'agit d'un crabe monstrueux localisé dans son estomac. Il ressort victorieux de la bataille. Le lendemain, on le découvre vivant et inexplicablement guéri du cancer. Toutefois, Harrison n'est pas parvenu à sortir de son corps et à recouvrer son esprit normal. Bloqué intérieurement dans son corps, il est considéré depuis l'extérieur comme étant « dans un état végétatif et catatonique ».
- Liens externes : 
  - « Fiche » sur le site NooSFere
  - (en) Sur iSFdb : liste des publications de la nouvelle

### Le Dernier Hurrah de la Horde d'or
- Titre original : The Last Hurrah of the Golden Horde.
- Place dans le recueil : p. 77 à 102.
- Publication : Juillet 1969 dans New Worlds.
- Traduction : Jacques Guiod et Jacques Chambon.
- Résumé :
- Remarque : une aventure de Jerry Cornelius, l'agent secret et assassin ambigu créé par Michael Moorcock, et repris entre autres par Mœbius dans sa bande dessinée Le Garage hermétique.
- Liens externes : 
  - « Fiche » sur le site NooSFere
  - (en) Sur iSFdb : liste des publications de la nouvelle

### Le Grand Flash
- Titre original : The Big Flash.
- Place dans le recueil : p. 103 à 135.
- Publication : 1969 dans Orbit.
- Traduction : Michel Deutsch.
- Résumé :
- Remarque : cette nouvelle est une réflexion pleine d'humour noir sur le pouvoir de manipulation des artistes et des médias, un thème fréquent dans l'œuvre de Norman Spinrad.
- Liens externes : 
  - « Fiche » sur le site NooSFere
  - (en) Sur iSFdb : liste des publications de la nouvelle

### L'Herbe du temps
- Titre original : The Weed of Time.
- Publication : 1970 dans l'anthologie Alchemy and Academe.
- Traduction : France-Marie Watkins.
- Nouvelle précédemment publiée dans Univers 01, mai 1975.
- Place dans le recueil : p. 137 à 149.
- Résumé : Peut-on vivre et rester sain d'esprit sans conscience du temps qui passe ? Une réflexion sur la perception du temps et sur le pouvoir des drogues. Le narrateur évoque sa prescience du futur et l'erreur de ramener sur Terre une plante découverte sur Tau Ceti, appelée « l'Herbe du temps », qui va entraîner de graves troubles médicaux et sociaux sur Terre.
- Liens externes : 
  - Notice sur Noosfère
  - Notice sur iSFdb

### Continent perdu
- Titre original : Lost Continent.
- Place dans le recueil : p. 151 à 215.
- Publication : 1970 dans l'anthologie Science Against Man.
- Traduction : Michel Deutsch.
- Résumé :
- Liens externes :
  - « Fiche » sur le site NooSFere
  - (en) Sur iSFdb : liste des publications de la nouvelle

### Nulle part où aller
- Titre original : No Direction Home.
- Place dans le recueil : p. 217 à 241.
- Publication : 1971 dans l'anthologie New Worlds Quarterly 2.
- Résumé :
- Liens externes :
  - « Fiche » sur le site NooSFere
  - (en) Sur iSFdb : liste des publications de la nouvelle

### La Beauté de la chose
- Titre original : A Thing of Beauty.
- Place dans le recueil : p. 243 à 266.
- Publication : 1973 dans Analog Science Fiction and Fact.
- Traduction :  Michel Lederer.
- Résumé : Le narrateur est M. Harris, marchand d'art à New York. Un jour, le très riche japonais Shiburo Ito souhaite acheter un objet monumental grandiose, « une pièce majeure de l'architecture américaine ». Après plusieurs propositions, Harris lui propose de lui vendre le Pont de Brooklyn : Ito accepte d'acheter ce pont. Or, aux États-Unis, dire de quelqu'un qu'on va lui proposer de lui vendre le pont de Brooklyn signifie qu'on va « arnaquer un pigeon ». Mais Shiburo Ito ne semble pas être « un pigeon »…

### Souvenir de famille
- Titre original : Heirloom.
- Place dans le recueil : p. 267 à 280.
- Publications :
  - Dans le recueil No Direction Home (mai 1975).
- Résumé : Un grand-père raconte à son petit-fils comment jadis les Humains, alors qu'ils envisageaient de conquérir la planète Bornok, se sont heurtés à la Résistance passive des autochtones, les « Noks », qui agissaient comme s'ils n'existaient pas. Comment conquérir un peuple dans de telles conditions ? Le grand-père raconte comment le capitaine de sa section avait essayé d'apprivoiser les Noks d'un gros village et leur faire reconnaître leur sujétion à l'empire terrien, mais sans résultat : quoi qu'on fasse, les Noks ignoraient imperturbablement les humains. Un Nok était tué ? Dix Noks étaient tués ? Les autres continuaient à vaquer à leurs occupations comme si de rien n'était. À la fin de son récit, le grand-père donne au petit garçon un « souvenir de famille » (d'où le titre de la nouvelle) : ses vieux galons de capitaine.
- Article connexe : Désobéissance civile.
- Liens externes : 
  - « Fiche » sur le site NooSFere
  - (en) Sur iSFdb : liste des publications

### Tous les sons de l'arc-en-ciel
- Titre original : All the Sounds of the Rainbow.
- Place dans le recueil : p. 281 à 325.
- Publication : 1973 dans Vertex: The Magazine of Science Fiction.
- Résumé :
- Liens externes : 
  - « Fiche » sur le site NooSFere
  - (en) Sur iSFdb : liste des publications

### Black-out
- Titre original : Black-Out.
- Place dans le recueil : p. 327 à 344.
- Publication : Septembre 1977 dans le recueil Cosmos Science Fiction and Fantasy no 3.
- Résumé : Un soir, Freddie Dystrum voit le présentateur télévisé annoncer aux téléspectateurs que tous les programmes de télévision et de radio, ainsi que la parution de tous les journaux, vont faire l'objet d'une cessation de parution jusqu'à ce que le gouvernement « ait tiré au clair le phénomène des soucoupes volantes ». S'ensuit alors une sorte de « Black-out » en matière d'informations. Dans tout le pays, les gens s'inquiètent, prennent peur, et d'étranges nouvelles se propagent. On voit des avions dans le ciel ; certains disent avoir entendu parler de combats. Des millions de gens quittent los Angeles ou New York afin de trouver refuge dans les zones rurales. Est-on en guerre contre les extraterrestres ? Ou contre les Russes ? La guerre mondiale est-elle déclarée ? Va-t-on subir une invasion ? S'agit-il d'un coup d'État du gouvernement ? De la CIA ? Deux jours après l'annonce spectaculaire faite à la télévision, Freddie Dystrum, qui est revenu chez lui, voit le présentateur télé revenir à son poste, comme si de rien n'était. Le présentateur égrène les nouvelles nationales et internationales, économiques et sociales. À la fin du bulletin d'information, le présentateur annonce : « Et pour terminer, fit-il d'un air jovial, l’enquête du Département de la Défense sur le phénomène des soucoupes volantes. Après de nombreuses reconnaissances par satellites, une investigation approfondie des faits à notre disposition et une analyse exhaustive, le Pentagone a annoncé que les soucoupes volantes n'existaient pas. De façon absolue et définitive. Toute notre équipe vous souhaite une excellente soirée ». La nouvelle se termine quelques lignes plus loin par les mots suivants : « Et pourtant, tandis qu’il était là à regarder Hollywood Squares, il ne pouvait s'empêcher de se demander pourquoi, tout au fond de lui-même, il avait cette impression terrifiante que tout avait changé. Et que ce changement n'avait vraiment rien de réjouissant. ».
- Liens externes : 
  - « Fiche » sur le site NooSFere
  - (en) Fiche sur iSFdb et liste des publications